# Tairdžal
Tairdžal ili Čutor-vac, u donjem toku Sudurčaj (azerski: Tahircal çayı, ruski: Таирджал, Чутор-вац,  u nižem toku Судурчай) je rijeka u Azerbajdžanu. Duga je 32 km. Površina porječja iznosi 175 km2. Prosječni istjek kod ušća iznosi 1,40 m/3. Izvire na Jarudagu, vrhu Kavkaza na visini od 3850 metara. Desna je pritoka rijeke Samur u kojoj se ulijeva na nadmorskoj visini od 630 metara.

## Pritoke
Rijeka Tairdžal ima tri pritoke: Elinčaj, Kruhčaj i Navčačaj.